# Понте Сете Арки (Фрозиноне)
Понте Сете Арки је насеље у Италији у округу Фрозиноне, региону Лацио.
Према процени из 2011. у насељу је живело 38 становника. Насеље се налази на надморској висини од 75 м.